# Thrilling Cities
Thrilling Cities é um livro de viagens escrito pelo autor britânico Ian Fleming. A obra cobre treze cidades: Hong Kong e Macau na China; Tóquio no Japão; Honolulu, Los Angeles, Las Vegas, Chicago e Nova Iorque nos Estados Unidos; Hamburgo e Berlim na Alemanha Ocidental; Viena na Áustria; Genebra na Suíça; Nápoles na Itália e Monte Carlo em Mônaco.
Thrilling Cities originalmente começou como uma série de artigos que Fleming escreveu para o jornal The Sunday Times, onde ele trabalhava na época, baseado em duas viagens internacionais suas. A primeira foi uma viagem ao redor do mundo em 1959, enquanto a segunda foi uma viagem pela Europa no ano seguinte. Fleming realizou a primeira viagem à pedido de Leonard Russell, o editor do jornal, enquanto a segunda ocorreu à pedido de Roy Thomson, o presidente do The Sunday Times, que tinha gostado muito da série. O livro contém materiais cortados dos artigos, bem como fotografias das várias cidades abordadas.
O livro foi publicado no Reino Unido em 4 de novembro de 1963 pela editora Jonathan Cape, tendo sido o segundo de apenas dois livros de não-ficção escritos por Fleming, depois de The Diamond Smugglers em 1957. A recepção foi mista, com alguns críticos elogiando a obra como divertida, enquanto outros a criticaram como tendo sido escrita em um tom esnobe.

## Sinopse
Thrilling Cities contém as observações de Ian Fleming sobre treze cidades: Hong Kong, Macau, Los Angeles e Las Vegas (as duas são examinadas no mesmo capítulo), Chicago, Nova Iorque, Hamburgo, Berlim, Viena, Genebra, Nápoles e Monte Carlo. Os relatos de Fleming são pessoais e lidam com sua visita, experiências e impressões. Cada capítulo termina com "Informações Incidentais", abordando hotéis, restaurantes, comida e a vida noturna, com Fleming dando suas recomendações para os melhores de cada.
Fleming visitou em Hong Kong o bar do Luk Kwok Hotel e um bordel, este um destino que ficou famoso por conta do romance The World of Suzie Wong de Richard Mason publicado em 1957. Em Macau visitou o Hotel Central, um edifício de nove andares dedicado aos prazeres que continha cassinos e um bordel de seis andares. Em Tóquio, Fleming se encontrou com seu amigo W. Somerset Maugham para um almoço e depois tomou um banho japonês. Ele também visitou uma casa de gueixas.
Fleming visitou a sede da Inteligência do Departamento de Polícia de Los Angeles, onde aprendeu sobre o crime organizado nos Estados Unidos. Já em Las Vegas jogou nos cassinos e até mesmo ganhou 210 dólares. Este capítulo também inclui conselhos sobre como jogar com responsabilidade. Em Chicago ele visitou locais associadas com crimes, como o local do Massacre do Dia de São Valentim em 1929 e a Catedral do Santo Nome, onde o chefe mafioso Hymie Weiss foi morto em 1926.
Em Hamburgo, Fleming visitou a Reeperbahn e Herbertstraße, ambas partes da zona de meretrício da cidade. Em Berlim ele aprendeu detalhes sobre a Operação Cronômetro, uma tentativa anglo-americana na década de 1950 de escavar um túnel para a zona de ocupação soviética e grampear as comunicações do quartel-general das Forças Terrestres Soviéticas; ele também visitou Berlim Oriental. Por outro lado, Fleming achou que Berlim era mais "sinistra" quando comparada com Hamburgo.
Fleming achou que Genebra era entediante, considerando-a muito limpa e religiosa. Ele então viajou para Les Avants, um vilarejo perto de Montreux e a casa europeia de seu amigo Noël Coward. Este lhe apresentou ao ator Charlie Chaplin, que era seu vizinho. Fleming entrevistou em Nápoles o mafioso Lucky Luciano.

## Antecedentes e escrita
O autor britânico Ian Fleming já tinha em 1959 publicado anualmente desde 1953 seis romances protagonizados por sua criação, James Bond; um sétimo romance, Goldfinger, estava sendo editado e preparado para publicação. Ele também tinha escrito o livro de não-ficção The Diamond Smugglers, publicado em 1957. Fleming trabalhava no jornal The Sunday Times como jornalista e gerente estrangeiro, administrando a cobertura estrangeira do jornal, incluindo a nomeação de correspondentes.
Leonard Russell, o editor de artigos do The Sunday Times, sugeriu em 1959 que Fleming realizasse uma viagem ao redor do mundo de cinco semanas, com todas as despesas pagas pelo jornal, para escrever uma série de artigos para a publicação. Fleming inicialmente recusou, afirmando que era um turista ruim que "frequentemente defendia a disponibilização de patins à porta de museus e galerias de arte". Russell o persuadiu ao destacar que Fleming poderia no processo conseguir materiais para seus livros de Bond. Ele recebeu um bilhete de primeira classe de 803 libras mais quinhentas libras para suas despesas. Voou com a BOAC para sua primeira parada em Hong Kong.
Fleming foi guiado por Hong Kong por seu amigo Richard Hughes, um correspondente do The Sunday Times; Hughes depois serviu de modelo para o personagem Dikko Henderson no romance You Only Live Twice, bem como de "Old Craw" no romance The Honourable Schoolboy, de John le Carré. Fleming ficou três dias em Hong Kong e então voou com Hughes para Macau. Depois disso foi para Tóquio e se encontrou com Torao Saito, conhecido como "Tiger", um jornalista do jornal Asahi Shimbun. Saito depois se tornou o modelo do personagem Tiger Tanaka em You Only Live Twice. Fleming passou três dias em Tóquio e decidiu que "Não haveria políticos, museus, templos, palácios imperiais ou peças de Noh, muito menos cerimônias do chá" no seu itinerário, em vez disso visitando o Kodokan, uma academia de judô, e um adivinho japonês.
Ele deixou Tóquio em uma sexta-feira 13 para voar ao Havaí; um dos motores do Douglas DC-6 em que estava viajando pegou fogo depois de 3,2 mil quilômetros e o avião quase caiu, mas conseguiu fazer um pouso de emergência na Ilha Wake. De Honolulu foi para Los Angeles, onde visitou vários locais que já tinha visitado em viagens anteriores. Ele se encontrou novamente com o capitão James Hamilton, quem tinha conhecido durante sua pesquisa para o romance Diamonds Are Forever, na sede da Inteligência do Departamento de Polícia de Los Angeles. Em Chicago visitou os escritórios da revista Playboy e então foi levado por um passeio por alguns locais de crimes famosos.
Fleming já estava farto de viajar na época que chegou em Nova Iorque e seu biógrafo Andrew Lycett comentou que "seu mau humor foi transferido para a cidade e, na verdade, para o país que ele um dia amou". Fleming escreveu em seu artigo: "Entre na primeira farmácia, peça orientação a um transeunte e a indiferença e a dureza do nova-iorquino cortam para fora do seu corpo o antigo afeto pela cidade com a mesma força que a faca de um cirurgião". Seus editores estadunidenses, por causa das opiniões negativas sobre a cidade, pediram o capítulo fosse modificado, mas ele recusou. Como compensação, Fleming escreveu em agosto de 1963 o conto "007 in New York".
A série de artigos foi publicada em edições do The Sunday Times a partir de 24 de janeiro de 1960 com um artigo de introdução, com o artigo sobre Hong Kong sendo publicado na semana seguinte. A série teve cinco artigos e terminou em 28 de fevereiro com o artigo que abordava Chicago e Nova Iorque.
Roy Thomson, o presidente do The Sunday Times, gostou bastante dos artigos e sugeriu que outras cidades fossem visitadas, incluindo Rio de Janeiro, Buenos Aires, Havana, Nova Orleães e Montreal. Outras pessoas, como o editor Harry Hodson, não gostaram tanto; Hodson achou que os "leitores mais sérios reclamaram um pouco sobre perderem as coisas realmente importantes". Em vez disso, foi determinado que Fleming visitaria cidades europeias, concentrando-se naquelas que ele gostaria de visitar. Fleming levou seucarro, um Ford Thunderbird conversível, cruzando o Canal da Mancha e viajando por Oostende, Antuérpia e Bremen até chegar em Hamburgo, seu primeiro destino.

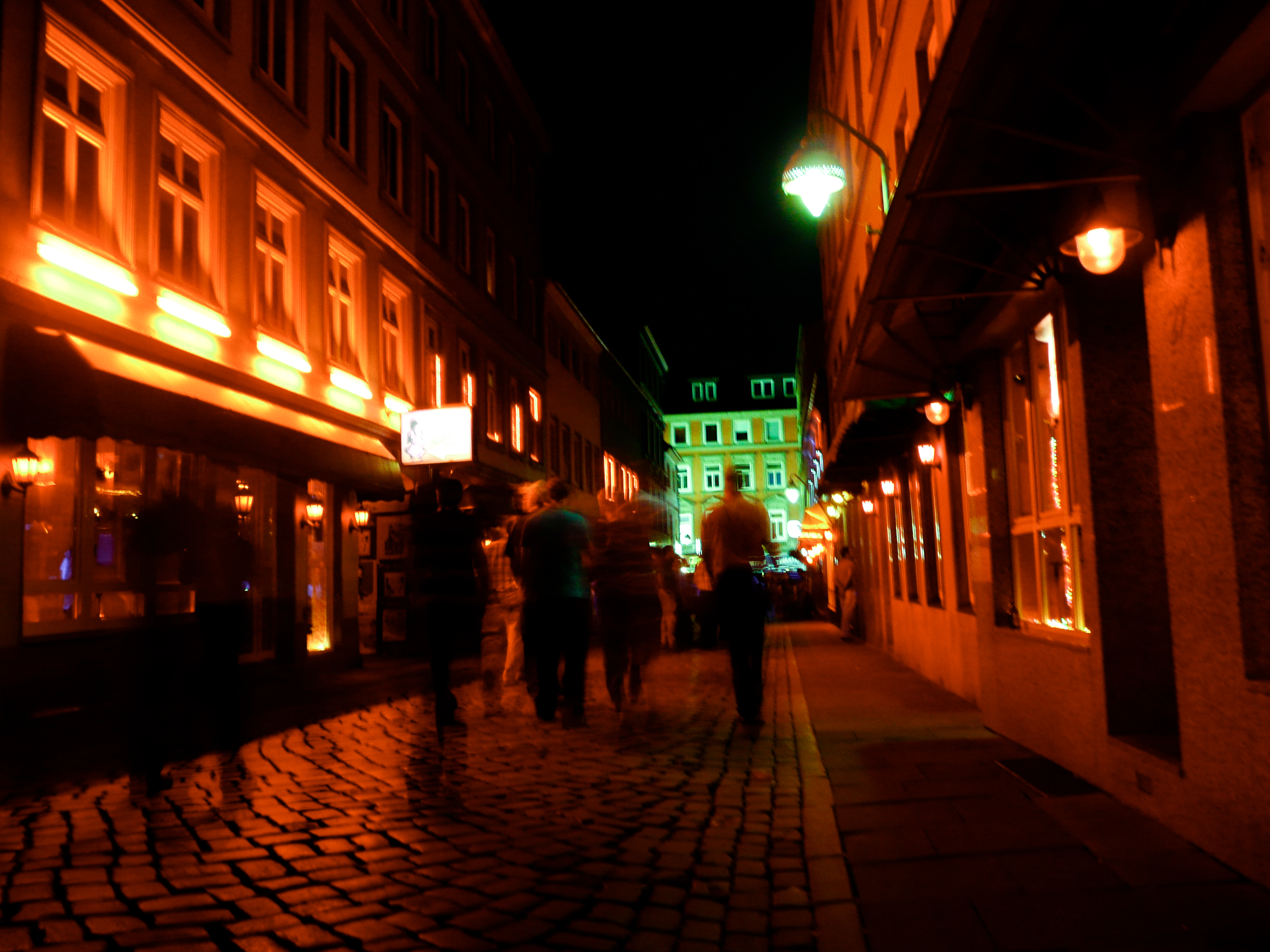
Herbertstraße na zona de meretrício visitada por Fleming em Hamburgo

Fleming permaneceu em Hamburgo apenas brevemente, elogiando sua indústria do sexo, comentando "quão diferente da maneira pudica e hipócrita com que tão vergonhosamente mal administramos essas coisas na Inglaterra". Em seguida foi para Berlim, sendo levado em um passeio pela cidade por Anthony Terry, um correspondente do The Sunday Times, e sua esposa Rachel.
Em Genebra se encontrou com Ingrid Etler, uma jornalista e ex-namorada, que morava na cidade e lhe contou boa parte de suas informações de pano de fundo. Ann Fleming se juntou ao marido em Les Avants, na Suíça, e prosseguiu com ele pelo restante da viagem. Fleming pediu para seu amigo Noël Coward lhe apresentar o ator Charlie Chaplin, que na época estava escrevendo suas memórias e Russell tinha pedido para que Fleming conseguisse os direitos para o The Sunday Times; Fleming foi bem sucedido nesta empreitada e o livro foi posteriormente serializado no jornal. Os Fleming visitaram Nápoles e então foram para Monte Carlo, a última parada na viagem. Fleming achou esta um tanto decadente apesar de ter passado algum tempo no cassino.
A segunda série de artigos foi publicada no The Sunday Times a partir de 31 de julho de 1960 com um artigo sobre Hamburgo, terminando em 4 de setembro com o artigo sobre a visita a Monte Carlos. A série foi considerada no geral popular e bem-sucedida. Ela recebeu o título provisório de Round the World in Eight Adventures quando foi originalmente concebida em novembro de 1957; foi depois considerado usar The Thrilling Cities, que acabou sendo o nome escolhido para publicação, e More Thrilling Cities.

## Recepção

### Publicação
Thrilling Cities foi publicado no Reino Unido em 4 de novembro de 1963 pela editora Jonathan Cape; a edição tinha 223 páginas e custava trinta xelins. A primeira tiragem tinha dez mil cópias. A Pan Books publicou uma edição em brochura no Reino Unido em outubro de 1964; esta foi publicada em dois volumes e cada um custava três xelins e seis pêni. Uma segunda tiragem de sessenta mil cópias foi necessária em novembro. A arte de capa foi desenhada por Paul Davis e mostra uma "versão surreal de Monte Carlo". Thrilling Cities foi lançado nos Estados Unidos em junho de 1964 pela New American Library e custava 4,95 dólares. O livro também incluía o conto "007 in New York".

### Crítica
Thrilling Cities teve uma recepção mista da crítica especializada quando foi publicadono formato de livro. Honor Tracy do The Guardian achou que Fleming "escreve sem qualquer pretensão" ao mesmo tempo que conseguia ser tanto divertido quanto engraçado, o que levava a "um livro animado e agradável, escrito de um ponto de vista incomum". O jornal The Times achou que o estilo de Fleming era "sem bobagens sobre boa escrita", resumindo a obra como os "passeios tranquilos, sofisticados e feitos pessoalmente por Fleming". Francis Hope do The Observer ficou surpreso com o estilo de escrita do autor, que ele achou "mais flácido e prolixo do que se espera de um escritor de suspense", porém Hope achou que isto foi compensado pelas conversas que Fleming teve com especialistas em crimes em várias cidades. James Bredin do Financial Times achou que o livro era insatisfatório por ser muito curto, porém achou que era bom e bem escrito o bastante para que "possa – e será, compulsivamente – ser lido de uma vez".
Alguns críticos destacaram que Thrilling Cities foi escrito com James Bond em mente ou como se ele fosse o visitante. Charles Poore do The New York Times chamou Fleming de "Flemingbond" porque "é como se James Bond tivesse decidido levar seu fantasma para umas férias" dado o foco do livro em prazeres e crimes, enquanto Marjory Adams do The Boston Globe se referiu ao autor como "Fleming-Com Bond". David Holloway do The Daily Telegraph disse que era "mundo de James Bond em vez do Sr. Fleming". Xan Fielding no The Times Literary Supplement achou que as emoções eram limitadas, mas expressou esperança que os materiais fossem usados nos romances de Bond.
Tom Pocock do Evening Standard achou que o livro se parecia mais com as recordações de "prazeres voluptuosos com o gosto de um tio um pouco vulgar". John Raymond do The Sunday Times escreveu que a "prosa do Sr. Fleming desperta o voyeur que se esconde em todos, excetos os melhores de nós", também considerando que a obra era "extremamente legível" do começo ao fim. Peter Grosvenor do Daily Express achou que o autor, que ele descreveu como um "turista extraordinário", nunca "tem medo de registrar uma opinião controversa", citando as opiniões de Fleming sobre as diferenças de abordagem de mulheres ocidentais e orientais para com os homens. Christopher Wordsworth da The Listener achou que apesar do livro ser fascinante, era também "desarmantemente esnobe". Robert Kirsch do Los Angeles Times considerou que Fleming era "um repórter de segunda cheio de preconceitos e pompas irritantes de um viajante inglês de classe média" e que a "sagacidade de Fleming é provinciana".

### Citações
1. 1 2 3 4 5  Fleming 1964.
2. ↑  Hatcher 2007, pp. 222, 225–226.
3. ↑  Chancellor 2005, p. 180.
4. 1 2   «The Books». Ian Fleming Publications. Consultado em 30 de novembro de 2024. Arquivado do original em 10 de agosto de 2015
5. ↑  Lycett 1996, p. 345.
6. ↑  Gilbert 2012, p. 468.
7. ↑  Lycett 1996, pp. 168, 212.
8. 1 2  Chancellor 2005, p. 177.
9. ↑  Pearson 1967, p. 375.
10. ↑  Macintyre 2008, pp. 185–186.
11. ↑  Lycett 1996, p. 356.
12. 1 2   Fleming, Ian (24 de janeiro de 1960). «Introducing The Thrilling Cities». The Sunday Times. Londres. p. 30
13. ↑  Langmore 2009, p. 558.
14. ↑  Chancellor 2005, pp. 222–223.
15. ↑  Macintyre 2008, pp. 186–187.
16. 1 2  Lycett 1996, p. 357.
17. ↑  Chancellor 2005, p. 178.
18. ↑  Benson 1988, p. 10.
19. ↑  Lycett 1996, p. 358.
20. ↑  Hines 2018, p. 44.
21. ↑  Fleming 1964, p. 113.
22. 1 2  Chancellor 2005, p. 179.
23. ↑  Gilbert 2012, p. 441.
24. ↑  Chancellor 2005, p. 240.
25. ↑  Griswold 2006, p. 381.
26. ↑   Fleming, Ian (28 de fevereiro de 1960). «Gangsters Without Guns». The Sunday Times. Londres. p. 13
27. 1 2  Gilbert 2012, p. 479.
28. 1 2  Lycett 1996, p. 370.
29. ↑  Lycett 1996, p. 371.
30. ↑  Lycett 1996, p. 372.
31. ↑  Lycett 1996, p. 373.
32. ↑  Chancellor 2005, p. 231.
33. ↑   Fleming, Ian (31 de julho de 1960). «'Anything Goes' in Hamburg». The Sunday Times. Londres. p. 17
34. ↑   Fleming, Ian (4 de setembro de 1960). «My Monte Carlo System». The Sunday Times. Londres. p. 24
35. ↑  Macintyre 2008, p. 187.
36. ↑  Fleming 2015, p. 183.
37. ↑  Gilbert 2012, p. 477.
38. 1 2   «City Couriers». The Times. Londres. 14 de novembro de 1963. p. 17
39. ↑  Gilbert 2012, p. 481.
40. ↑  Gilbert 2012, p. 485.
41. 1 2  Benson 1988, p. 25.
42. 1 2   Adams, Marjory (18 de junho de 1964). «Book of the Day». The Boston Globe. Boston. p. 24
43. ↑   Tracy, Honor (22 de novembro de 1963). «Two Flying Visitors». The Guardian. Manchester. p. 6A
44. ↑   Hope, Francis (10 de novembro de 1963). «Purple Trail». The Observer. Londres. p. 24
45. ↑   Bredin, James (18 de novembro de 1963). «World Citizens». Financial Times. Londres. p. 14
46. ↑   Poore, Charles (16 de junho de 1964). «Ian Fleming Travels as Valet to his Hero». The New York Times. Nova Iorque. p. 37
47. ↑   Holloway, David (22 de novembro de 1963). «Two Men's Cities». The Daily Telegraph. Londres. p. 20
48. ↑   Fielding, Xan (5 de dezembro de 1963). «Men about Towns». The Times Literary Supplement. Londres. p. 1006
49. ↑   Pocock, Tom (3 de dezembro de 1963). «You Can Always go by Balloon». Evening Standard. Londres. p. 17
50. ↑   Raymond, John (10 de novembro de 1963). «Ulysses Unlimited». The Sunday Times. Londres. p. 37
51. ↑   Grosvenor, Peter (12 de dezembro de 1963). «The Oriental Lady and the Spy». Daily Express. Londres. p. 6
52. ↑   Wordsworth, Christopher (14 de novembro de 1963). «Book Reviews». The Listener. 70 (1807). p. 800
53. ↑   Kirsch, Robert (22 de junho de 1964). «Ian Fleming Travel Pieces aren't Thrillers». Los Angeles Times. Los Angeles. p. C11